# Kakamega
Kakamega è un centro abitato del Kenya, capoluogo dell'omonima contea.